# Карл Міллекер
Карл Міллекер (нім. Carl Joseph Millöcker, іноді Karl Joseph Millöcker ; 29 квітня 1842, Відень — 31 грудня 1899, Баден поблизу Відня) — австрійський композитор і диригент, автор популярних оперет.

## Біографія
Міллекер навчався у Віденській консерваторії як флейтист. Після закінчення навчання працював диригентом, складав музику, зокрема оперети.
1858 : флейтист у театрі Theaters in der Josefstadt .
1864: за рекомендацією Франца фон Зуппе прийнятий капельмейстером у Граці.
1865: поставлено першу оперету Міллекера, що мала доволі скромний успіх. Декілька наступних оперет також проходять непоміченими.
1871: великий успіх нової оперети Мілекера «Три пари туфель».
1869–1883: диригент у театрі Ан дер Він, Відень, епізодично в інших містах Австрії та Німеччини.
Коли його оперета «Студент-жебрак» заслужила тріумфальний успіх (1882), Міллекер залишив диригентську роботу і повністю присвятив себе опереті. Хоча повторити успіх «Жебрака студента» йому не вдалося, деякі наступні оперети користувалися великою популярністю.
Критики наголошували на винятковому мелодійному багатстві музики Міллекера. Поруч із Йоганном Штраусом і Зуппе він вважається класиком віденської оперети XIX століття.
Міллекер раптово помер у віці 57 років. Похований на Центральному цвинтарі Відня (група 32A № 35). Деякі дослідники називають день його смерті закінченням золотої ери оперети . Міллекера зображено на австрійській поштовій марці 1949 р.

## Список оперет

Оперета «Студент-жебрак» забезпечила фінансовий успіх Міллекера. Малюнок у віденському журналі «Кікерікі», 1882.

- Мертвий гість (Der tote Gast, 1865)
- Веселі в'язальниці (Die lustigen Binder, 1865)
- Діана (Diana, 1867)
- Острів жінок (Fraueninsel, 1868)
- Три пари черевик (Drei Paar Schuhe, 1871)
- Пригода у Відні (Abenteuer in Wien, 1873)
- Зачарований замок (Das verwunschene Schloss 1878)
- Графиня Дюбаррі (Grafin Dubarry, 1879); нова редакція ставилася в 1931 році під назвою «Дюбаррі» (Die Dubarry)
- Апаюн, водяний (Apajune, der Wassermann, 1880)
- Дівчина з Бельвіля (Die Jungfrau von Belleville, 1881)
- Студент-жебрак (Der Bettelstudent, 1882)
- Гаспароне (Gasparone, 1884)
- Капелан (Der Feldprediger, 1884)
- Віце-адмірал (Der Vizeadmiral, 1886)
- Сім швабів (Die sieben Schwaben, 1887)
- Бідолашний Йонатан (Der arme Jonathan, 1890)
- Щасливчик (Das Sonntagskind, 1892)
- Випробувальний поцілунок (Der Probekuss, 1894)
- Північне сяйво (Das Nordlicht, 1896)

## Фільмографія
Оперети Мілекера неодноразово екранізувалися:
- Carl Millöcker на сайті IMDb (англ.)